# لوفگرن ۷۱۵۷
سیارک ۷۱۵۷ (به انگلیسی: 7157 Lofgren، نامگذاری:1981EC8) هفت هزار و صد و پنجاه و هفتمین سیارک کشف شده‌است که در ۱ مارس ۱۹۸۱ کشف شد.
قدر مطلق سیارک برابر ۱۶.۲ است.